# Isidore Achron
Isidore Achron (né le 24 novembre 1892 à Varsovie de parents russes – mort le 12 mai 1948 à New York) est un pianiste et compositeur d'origine polonaise qui a émigré aux États-Unis en 1922 et a été naturalisé en 1928. Il était le frère du violoniste et compositeur Joseph Achron.

## Biographie
Au conservatoire de Saint-Pétersbourg, Isidore Achron étudie le piano sous la férule d'Anna Esipova et Nikolay Dubasov (en), la composition avec Anatoli Liadov et l'orchestration avec Maximilian Steinberg.
Pendant dix ans, il a accompagné Jascha Heifetz. Il épouse la soprano finlandaise Lea Karina en 1935.